# 阿奇博尔德·加罗德
阿奇博尔德·加罗德爵士（1857年11月25日—1936年3月28日）是一位英国内科医生和遗传学家，牛津大学教授，是研究遗传性代谢缺陷的先驱，黑尿症发现者，1910年当选皇家学会会士。

## 个人生活
父亲阿尔弗雷德·巴林·加罗德和兄长阿尔弗雷德·亨利·加罗德都是生理学家和动物学家。